# Lacapelle-Escroux
 Lacapelle-Escroux  es una población y comuna francesa, ubicada en la región de Mediodía-Pirineos, departamento de Tarn, en el distrito de Castres y cantón de Lacaune.

## Historia
La comuna se denominó Escroux hasta el 31 de diciembre de 2022.

## Demografía
| 184 | 114 | 82 | 71 | 62 | 49 |
| Para los censos de 1962 a 1999 la población legal corresponde a la población sin duplicidades (Fuente: INSEE [Consultar]) |     |    |    |    |    |